# Karl Trabitsch
Karl Trabitsch (* 12. Jänner 1929 in Schwechat; † 19. Juli 2003 in Wien) war ein österreichischer Politiker (ÖVP) und Kaufmann. Er war von 1980 bis 1983 Abgeordneter zum Landtag von Niederösterreich.
Trabitsch besuchte nach der Volksschule, die Hauptschule und wechselte danach in die Berufsschule. Nach seiner Ausbildung machte er sich 1952 als Delikatessen- und Textilhändler in Schwechat selbständig und übernahm von 1975 bis 1990 die Funktion des 
Sektionsobmann in der Handelskammer Niederösterreich. Zudem fungierte er zwischen 1986 und 1995 als Vizepräsident der Niederösterreichischen Handelskammer. Ihm wurde der Berufstitel Kommerzialrat verliehen.
Trabitsch vertrat die ÖVP zwischen dem 30. Oktober 1980 und dem 7. Juni 1993 im Niederösterreichischen Landtag, wobei er am 30. Oktober 1980 Ferdinand Manndorff in den Landtag nachgefolgt war. 